# 龙志毅
龙志毅（1929年—2021年12月31日），男，笔名施雨人、丁一，彝族，云南省昭通市永善县团结乡人。中华人民共和国政治人物、作家，中国作家协会会员。

## 生平
1929年，龙志毅出生在云南省昭通市永善县团结乡。
1949年，龙志毅参加革命工作。1947年开始发表作品，1991年加入中国作家协会。
1987年，任中国共产党贵州省委员会副书记兼组织部部长，当时的省委书记是胡锦涛。1993年，任中国人民政治协商会议贵州省委员会主席。
2021年12月31日，龙志毅因病在贵州省贵阳市去世。
中共十三大、十四大、十五大代表，全国第八、九届政协委员，第十届全国人大代表。

## 家庭
1952年，龙志毅和重庆西南团校第一期的学员叶慎真在贵州省贫困山区的“互助合作试点工作组”结婚，儿子名叫龙隆，中国（深圳）综合开发研究院资深研究员，孙子小名叫游游。

## 作品

### 长篇小说
- . 贵州省贵阳市: 贵州人民出版社. 1993-09-01. ISBN 9787221031945.
- . 天津市: 百花文艺出版社. 1999-01-01. ISBN 9787530628515.
- . 天津市: 百花文艺出版社. 2003-01-01. ISBN 9787530636619.
- . 北京市: 作家出版社. 2005-10-01. ISBN 9787506309899.

### 中短篇小说集
- . 贵州省贵阳市: 贵州人民出版社. 1989-04-01. ISBN 9787221009890.
- 《龙志毅小说集》

### 散文集
- . 贵州省贵阳市: 贵州人民出版社. 1998-01-01. ISBN 9787221045614.